# Parafia św. Józefa w North Ipswich
Parafia św. Józefa w North Ipswich – parafia rzymskokatolicka, należąca do archidiecezji Brisbane.
Przy parafii funkcjonuje katolicka szkoła podstawowa św. Józefa.